# Škoda 2Tr
Der Škoda 2Tr ist ein tschechoslowakischer Oberleitungsbus aus den späten 1930er Jahren, der vom Vorgängertyp Škoda 1Tr abstammt. Der mechanische Teil wurde von den Škoda-Werken in Mladá Boleslav hergestellt, die elektrische Ausrüstung lieferte die genannten Werke aus Pilsen.

## Technik
Obwohl der Škoda 2Tr technisch auf dem Typ 1Tr basierte, unterschieden sich die beiden Fahrzeuge stark voneinander. Es handelte sich um einen dreiachsigen Obus mit hinterer Antriebsachse. Im Vergleich zum Vorgängertyp wurde der Fahrgestellrahmen modifiziert. Die Karosserie war ca. 20 cm länger und wurde völlig aus Metall hergestellt. Die Fußbodenhöhe wurde um 20 cm gesenkt. An der linken Seitenwand befanden sich zwei Falttüren. Im Jahr 1939 wurden die Obusse wegen der Einführung des Rechtsverkehrs umgebaut; die Tür wurde auf die gegenüberliegende Seite der Karosserie verlegt.
Auch die elektrische Ausrüstung wurde teilweise verändert und die Anzahl der Motoren wurde auf zwei gesteigert. Das Fahrzeug wurde zusätzlich mit Widerstandsbremsen ausgestattet.

## Lieferungen
| Staat            | Stadt  | Typ    | Lieferungsjahre | Stückanzahl | Nummerierung |       |
| ---------------- | ------ | ------ | --------------- | ----------- | ------------ | ----- |
| Tschechoslowakei | Prag   | 2Tr    | 1938–1939       | 5           | 315–319      | [ 1 ] |
| Summe:           | Summe: | Summe: | Summe:          | 5           |              |       |

## Belege
1. ↑  seznam-autobusu.cz (Hrsg.): DP Praha: trolejbusy Škoda 2Tr. (tschechisch, seznam-autobusu.cz [abgerufen am 11. April 2018]).